# Sphinctus specularis
Sphinctus specularis là một loài tò vò trong họ Ichneumonidae.